# Tequila Sunrise (canção)
"Tequila Sunrise" é uma música escrita por Don Henley e Glenn Frey, gravada pela banda Eagles.
É o primeiro single do álbum Desperado.

## Paradas
Singles
| Ano  | Single            | Parada                | Posição |
| ---- | ----------------- | --------------------- | ------- |
| 1973 | "Tequila Sunrise" | Billboard Pop Singles | 64      |